# Флотація сірчаних руд
Флотація сірчаних руд

## Характеристика вихідного матеріалу
Вміст самородної сірки у промислових сірчаних рудах нормується не менше 5 — 8% .
За структурними особливостями сірка у рудах підрозділяється на крупно-, тонко- і прихованокристалічну. Крупнокристалічна сірка — чітко обмежені прозорі кристали розміром від 0,1 до 15 мм. Прихованокристалічна сірка аморфна на вигляд і знаходиться у вигляді дрібніших зерен і прожилків, що не мають чітких граней. Тонкокристалічна сірка представлена зернами дрібніше сотих часток міліметра. Ці різновиди сірки утворюють різні текстури: смугасту, вкраплену, прожилкововкраплену, брекчієподібну і ін. Від структури самородної сірки і текстурних форм залежать такі важливі характеристики процесу збагачення як технологічна схема і крупність подрібнення, можливість використання самоподрібнення тощо.

## Режимні параметри флотації сірчаних руд
Сірчана руда після подрібнення до 0,25—0,8 мм піддається основній і контрольній флотації при вмісті твердого у пульпі 25%, а чорновий концентрат при вмісті твердого 17 — 20%.
При флотації самородної сірки як збирачі застосовуються гас і інші нафтопродукти (0,5—1,5 кг/т), як спінювачі — соснову олію, Т-66 (0,1—0,4 кг/т), як депресори породи і шкідливих домішок (гіпсу, глинистих домішок, бітумів) — рідке скло (до 2 кг/т) і фосфати (пірофосфат Na4P2O7 або тринатрійфосфат Na3PO4). Регулятори пептизують тонкі шлами і депресують флотацію бітумізованої пустої породи.
При флотації сірки, як і при флотації вугілля, є доцільною порційна подача реагентів у процес по фронту флотації. Доцільною також є подача збирача у вигляді емульсії, так як це удвічі знижує витрати гасу й підвищує якість концентрату. Залежно від вмісту у руді шкідливих домішок сірчані концентрати містять 60—90% сірки при вилученні її 80 — 95% . Сірчані концентрати направляються на автоклавну плавку для одержання «грудкової» сірки.

## Застосування сірчаних концентратів
Сірка широко застосовується у різних галузях господарства. Основними споживачами сірки є хімічна, целюлозна, гумова, харчова, нафтова, військова промисловості, сільське господарство. Найбільшу кількість видобутої сірки використовують у хімічній промисловості для виробництва сірчаної кислоти, при виробництві фосфорної, соляної і інших кислот, в гумовій промисловості, виробництві барвників, димного пороху тощо.